# Citroën C4 SpaceTourer
Le C4 SpaceTourer, anciennement Citroën C4 Picasso, est un monospace compact du constructeur automobile français Citroën produit de 2013 à 2022. 
Le monospace se nommait C4 Picasso de 2013 à 2018, Citroën a décidé d'harmoniser le nom de ses monospaces et de ne plus utiliser le nom Picasso au profit de SpaceTourer.

## Historique
Depuis 1998 et la présentation de la Xsara Picasso au Mondial de l'automobile de Paris, les versions monospaces des modèles du constructeur aux chevrons prennent le patronyme Picasso, associé au nom du modèle référant dans la gamme du constructeur, le C4 Picasso pour le grand monospace, comme le C3 Picasso pour le modèle urbain. Celui-ci a disparu de la gamme en 2017, laissant sa place a un SUV nommé C3 Aircross, Aircross devenant le patronyme pour tous les SUV de la marque.
Le Citroën C4 Picasso II a été révélé sous la forme d'un show-car nommé Technospace au Salon de Genève 2013, représentant le C4 Picasso II à 99 %. Il est le premier véhicule PSA basé sur la nouvelle plate-forme modulaire compacte EMP2 (Efficient Modular Platform).
Le Citroën C4 Picasso II est commercialisé depuis le 8 juin 2013. Conçu sur la nouvelle base technique unique EMP2 qui a réclamé un investissement de 630 millions d’euros, il ne dérive pas de la Citroën C4 II basée sur la plate-forme PF2 (comme le Peugeot 3008 I).
Le C4 Picasso II existe en versions courte (nom de code interne B78, dessinée par Frédéric Soubirou) et longue (nom de code interne B787, dessinée par Olivier Vincent), cette dernière reprenant le nom de « Grand C4 Picasso ». Chacune adopte une face avant distincte, composée d'optiques divisées en deux parties, et des porte-à-faux réduits. Le pare-brise panoramique, très apprécié sur le C4 Picasso premier du nom, reste de série. La planche de bord, commune aux deux versions, se compose de deux écrans : un tactile de 7 pouces qui regroupe toutes les fonctions du véhicule (ainsi que les commandes de climatisation) et un second placé en hauteur de 12 pouces (selon finition) qui indique à gauche la vitesse et le régime moteur, et à droite d'autres informations : radio, photos, GPS, etc. Il est possible de choisir l'univers graphique pour l'écran 30 cm (Cubic, Graphic et Eliptic).
Il existe une copie chinoise du Grand C4 Picasso, appelée Sinogold GM3.
Le 9 mai 2016, Citroën dévoile une version restylée du C4 Picasso, avec notamment une nouvelle face avant désormais commune aux versions courte et longue, de nouvelles jantes et teintes de carrosserie. Les deux premiers niveaux de finition adoptent désormais des feux arrière à effet 3D mais différents de ceux de la version haut de gamme. Les blocs compteurs sont également revus et les graphismes du système multimédia ont été modernisés. De nouveaux équipements font leur apparition, notamment le système Apple Carplay, mais également le régulateur de vitesse adaptatif avec fonction stop (en boite automatique), la compatibilité MirrorLink, l'ouverture du hayon mains libres, etc. Les niveaux de finition ont été aussi revus et ne sont plus qu'au nombre de trois : Live, Feel et Shine.
En 2017, le Citroën C4 Picasso atteint le demi-million de véhicules produits.

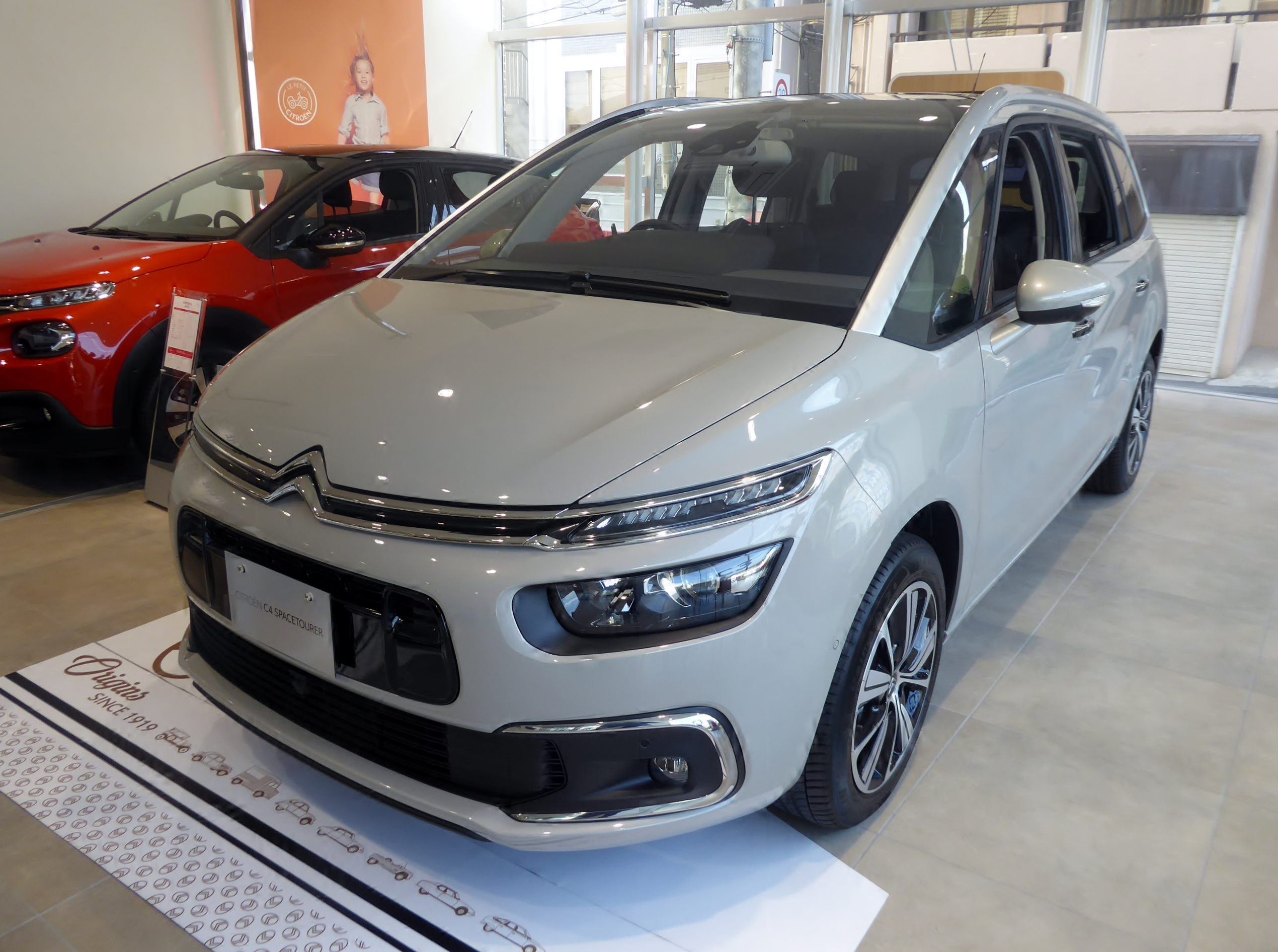
Citroën C4 SpaceTourer

En mai 2018, le C4 Picasso change de nom pour devenir Citroën C4 SpaceTourer.
Dès lors, C4 Picasso étant le dernier représentant des Picasso dans sa gamme, Citroën annonce le 26 février 2018, avoir fait le choix d'abandonner la dénomination Picasso. Utilisée pendant 20 ans, cette appellation prestigieuse était coûteuse puisque le constructeur devait payer des royalties s'élevant à plusieurs millions d'euros par an à la famille Picasso. Picasso disparait ainsi au profit de SpaceTourer, dénomination regroupant désormais les modèles familiaux de la marque. Les C4 Picasso et C4 Grand Picasso deviennent ainsi C4 SpaceTourer et C4 Grand SpaceTourer à partir du 1er mai 2018.
En mai 2019, à la suite de l'arrivée du C5 Aircross entrainant la baisse des ventes du SpaceTourer, Citroën décide de simplifier la gamme du C4 SpaceTourer dans sa version courte, allant jusqu'à mettre un terme à sa commercialisation sur certains marchés d'export.
À l'occasion de la présentation des C4 SpaceTourer et Grand C4 SpaceTourer, Citroën lance une version motorisée par le quatre cylindres 2.0 BlueHDi 160 ch accouplé avec la boîte automatique à 8 rapports (EAT8). Les versions à boîte manuelle 6 rapports (BMV6) étant réservé aux puissances inférieures.
A la rentrée 2018 (entrée en application de la norme de dépollution euro 6.2) la gamme de motorisation évolue comme suit :
- disparition du PureTech 110 (SpaceTourer uniquement) ;
- le PureTech 130 reçoit un FAP et est disponible en BVM6 et en EAT8 ;
- le THP 165 disparaît du SpaceTourer. Il est remplacé par un PureTech 180 EAT8 uniquement sur le Grand SpaceTourer ;
- les Blue HDI 100, 120 et 150 disparaissent. Ils sont remplacés par le BlueHDI 130 (BVM6 et EAT8) et le BlueHDI 160 (EAT8).

En juillet 2019, à la suite de la montée en puissance du C5 Aircross la gamme du C4 SpaceTourer est simplifiée et ne compte que 2 motorisations  PureTech 130 EAT8 et BlueHDi 130 BVM6 ou EAT8 en finition Live, Feel ou Origins.
Le Grand C4 SpaceTourer poursuit sa carrière en finition Live, Feel, Origins et Shine. Les motorisations disponibles sont PureTech 130 BVM6 ou EAT8, BlueHDi 130 BVM6 ou EAT8 et BlueHDi 160 EAT8. À noter la suppression du PureTech 180 dont la carrière aura été courte en raison de l'anticipation des normes pollutions 2020.
Au début de 2020 la gamme du Grand C4 SpaceTourer est réorganisée en Feel, Shine et Shine Pack
À partir de juillet 2020, le C4 SpaceTourer (court) n'est plus disponible que sur stock. Sa production a cessé à la fin de l'été 2020. Le directeur de la marque, Vincent Cobée, déclare alors que le Grand C4 SpaceTourer sera produit encore quelques années.
En septembre 2021, la version 2.0 Blue HDI 160 est retirée du catalogue à l'instar de nombreux autres modèles de l'ex-groupe PSA (C5 Aircross, Peugeot 308, 3008, 508, Opel Grandland).
Pour sa fin de carrière qui s'achève en avril 2022, le Grand C4 SpaceTourer se concentre sur les moteurs PureTech 130 BVM6 (Feel), Pure Tech 130 EAT8 (Shine et Shine Pack), Blue HDI 130 BVM6 ou EAT8 (Feel, Shine et Shine Pack). La production du véhicule, retardée par les nombreuses pénuries qui affectent le secteur automobile, doit prendre fin en juillet de la même année, après 732 000 C4 Picasso II/C4 SpaceTourer produits (dont 352 000 en version longue),,.

### Moteurs

#### Évolutions de la gamme
À son lancement en juin 2013, le Citroën C4 Picasso II dispose de motorisations répondant à la norme Euro 6, toutes de 1,6 L. En essence, elle propose deux blocs EP6 en versions atmosphérique VTi 120 et turbocompressée THP 155, associés à des boîtes manuelles de respectivement 5 et 6 rapports. En Diesel, il y a le DV6 de 110 ou 112 chevaux de la génération précédente, modifié et renommé e-HDi 115, et toujours accessible en boîte 6 rapports manuelle (« BVM6 ») ou pilotée (« ETG6 »). S'ajoute pour l'entrée de gamme une version HDi 92, disponible en boîte manuelle 5 rapports (« BVM5 ») ou avec la même ETG6, et qui, grâce entre autres à un allègement moyen de 140 kg offert par la nouvelle plate-forme EMP2, revendique seulement 98 g de CO2/km, et une consommation de 3,8 L/100 km.
En 2014, le 1.6 VTi 120 BVM5 est remplacé par un moteur de 1,2 L, le PureTech 130, équipé de la BVM6. Le 1.6 THP 155 est porté à 165 chevaux, et une boîte automatique EAT6 succède à la boîte manuelle BVM6. En Diesel, le 1.6 HDi 92 atteint désormais 100 chevaux et ne reste plus disponible qu'en BVM5, tandis que le 1.6 HDi 115 est poussé à 120 chevaux, et voit sa version ETG6 disparaître au profit d'une association avec la plus classique EAT6. Enfin un nouveau 2,0 L BlueHDi de 150 chevaux fait son apparition, en boîte 6 rapports manuelle ou automatique, revendiquant 110 g de CO2/km.
Après une année 2015 sans changement, le Citroën C4 Picasso II est restylé en 2016, et sa palette de motorisations essence évolue à cette occasion. Deux nouveaux 1,2 L PureTech sont désormais disponibles, en 110 chevaux avec la boîte manuelle BVM5, et en 130 avec la boîte automatique EAT6. Tous les autres moteurs sont maintenus.

#### Motorisations Diesel
| Motorisations Diesel             | 1.6 e-HDi 90 AirDream                                                         | 1.6 BlueHDi 100                                                               | 1.6 e-HDi 115 AirDream                                                        | 1.6 BlueHDi 120                                                               | 2.0 BlueHDi 150                                                           |
| Type                             | 4 cylindres en ligne 16 soupapes Turbo en position transversale (type DV/DLD) | 4 cylindres en ligne 16 soupapes Turbo en position transversale (type DV/DLD) | 4 cylindres en ligne 16 soupapes Turbo en position transversale (type DV/DLD) | 4 cylindres en ligne 16 soupapes Turbo en position transversale (type DV/DLD) | 4 cylindres en ligne 16 soupapes Turbo en position transversale (type DW) |
| Cylindrée (cm3)                  | 1 560                                                                         | 1 560                                                                         | 1 560                                                                         | 1 560                                                                         | 1 997                                                                     |
| Puissance maximale (ch à tr/min) | 92 à 4 000                                                                    | 99 à 3 500                                                                    | 115 à 3 600                                                                   | 120 à 3 500                                                                   | 150 à 4 000                                                               |
| Couple maximum (N m - tr/min)    | 230 à 1 750                                                                   | 254 à 1 750                                                                   | 270 à 1 750                                                                   | 300 à 1 750                                                                   | 370 à 2 000                                                               |
| Boîte de vitesses                | BVM5/ETG6                                                                     | BVM5                                                                          | BVM6/ETG6                                                                     | BVM6/EAT6                                                                     | BVM6/EAT6                                                                 |
| Transmission                     | Aux roues avant                                                               | Aux roues avant                                                               | Aux roues avant                                                               | Aux roues avant                                                               | Aux roues avant                                                           |
| 0 à 100 km/h (s)                 | 12,9/13,7                                                                     | 12,7                                                                          | 11,8/12,3                                                                     | 11,3                                                                          | 9,7 (EAT6)                                                                |
| Consommation moyenne (l/100 km)  | 4,2/3,8                                                                       | 3,8/4,5/3,5                                                                   | 4,0                                                                           | 4,4/3,5/3,8                                                                   | 4,2/3,7/3,9 (EAT6)                                                        |
| Vitesse maximale (km/h)          | 173/175                                                                       | 176                                                                           | 189/189                                                                       | 189                                                                           | 207 (EAT6)                                                                |
| Émissions de CO2 (g/km)          | 110/98                                                                        | 99                                                                            | 105/104                                                                       | 100                                                                           | 112 (EAT6)                                                                |
| Années de production             | 2013- octobre 2014                                                            | octobre 2014-2018                                                             | 2013- octobre 2014                                                            | octobre 2014-2018                                                             | 2014-2018                                                                 |

#### Motorisations Essence
| Motorisations Essence            | 1.6 VTi 120                                                         | 1.6 THP 155                                                                 | 1.6 THP 165                                                                 | 1.2 Puretech 110              | 1.2 Puretech 130              |
| Moteur                           | 4 cylindres en ligne 16 soupapes en position transversale (type EP) | 4 cylindres en ligne 16 soupapes en position transversale + Turbo (type EP) | 4 cylindres en ligne 16 soupapes en position transversale + Turbo (type EP) | 3 cylindres + Turbo (type EB) | 3 cylindres + Turbo (type EB) |
| Cylindrée (cm3)                  | 1 598                                                               | 1 598                                                                       | 1 598                                                                       | 1 199                         | 1 199                         |
| Puissance maximale (ch à tr/min) | 120 à 6 000                                                         | 155 à 6 000                                                                 | 165 à 6 000                                                                 | 110 à 5 500                   | 131 à 5 500                   |
| Couple maximum (N m à tr/min)    | 160 à 4 250                                                         | 240 à 4 000                                                                 | 240 à 4 000                                                                 | 205 à 1 500                   | 230 à 1 750                   |
| Boîte de vitesses                | BVM5                                                                | BVM6                                                                        | EAT6                                                                        | BVM6                          | BVM6/EAT6                     |
| Transmission                     | Aux roues avant                                                     | Aux roues avant                                                             | Aux roues avant                                                             | Aux roues avant               | Aux roues avant               |
| 0 à 100 km/h (s)                 | 12,3                                                                | 9,0                                                                         | 8,4                                                                         | 11,5                          | 10,1                          |
| Consommation moyenne (l/100 km)  | 6,3                                                                 | 6,0                                                                         | 5,6                                                                         | 5,1                           | 5,0                           |
| Vitesse maximale (km/h)          | 187                                                                 | 209                                                                         | 210                                                                         | 187                           | 196                           |
| Émissions de CO2 (g/km)          | 145                                                                 | 139                                                                         | 130                                                                         | 115                           | 115                           |
| Années de production             | 2013 - mars 2014                                                    | 2013 - mars 2014                                                            | 2014-2018                                                                   | 2016-2018                     | 2014 (BVA 2016)-2018          |

### Finitions
Attraction
- Enjoliveurs 16 pouces
- Sièges en rang 3 escamotables
- Signature lumineuse à LED avec clignotants avant à ampoules
- Volant réglable en hauteur et profondeur
- Régulateur/limiteur de vitesse programmable
- Volant croûte de cuir
- Rétroviseurs électriques et dégivrants
- Poignées de porte en plastique non peint
- ABS avec REF, AFU et ESP
- Kit de dépannage provisoire de pneumatiques
- Lève-vitres avant et arrière électriques
- Climatisation manuelle
- Indicateur de changement de rapport
- Aide au démarrage en pente
- Système audio MP3
- Ordinateur de bord monochrome
- Kit mains libres Bluetooth et prise USB
- Airbags frontaux, latéraux AV et rideaux
- Tablette tactile 18 cm commande des fonctionnalités
- Contrôle de traction intelligent
- Frein de stationnement électrique automatique
- Détection de sous-gonflage

Confort
- Pack Urbain (MAJ 10/2015 : en option à 460 €)
- Jantes alliage 16 pouces NOTOS
- Projecteurs antibrouillard
- Poignées de porte couleur carrosserie
- Accoudoirs centraux avant
- Essuie-vitre avant automatique
- Climatisation automatique bizone
- Sièges en rang 2 coulissants (MAJ 10/2015 : en option à 210 € avec le Pack Enfant)
- Rétroviseurs rabattables électriquement
- Tablette aviation au dos des sièges AV
- Siège passager avant réglable en hauteur
- Aide au stationnement arrière (MAJ 10/2015 : en option à 460 € avec le Pack Urbain)
- Aérateurs bizone en rang 2
- Allumage automatique des feux de croisement

Intensive
- Jonc latéral chromé (C4 Picasso)
- Arches de toit (Grand C4 Picasso)
- Vitres et lunette arrière surteintées
- Système de navigation sur tablette tactile 18 cm
- Jantes alliage 16 pouces NOTOS (e-HDi 115, BlueHDi 120 et Puretech 130)
- Jantes alliage 17 pouces AQUILLON/ZEPHYR (BlueHDi 150 et THP 155, 165)
- Volant cuir pleine fleur
- Écran panoramique 30 cm HD
- Aide au stationnement arrière
- Antibrouillard avant + éclairage d ' intersection
- Kit mains libres Bluetooth et prise USB
- Lampe nomade dans le coffre
- Inserts chromés sur les aérateurs

Exclusive
- Jantes alliage 17 pouces Zephyr (C4 Picasso) / Aquillon (Grand C4 PIcasso)
- Signature lumineuse à LED avec clignotants avant à LED
- Feux arrière à LED avec effet 3D
- Enjoliveurs de poignées d'ouverture de porte chromés
- Poignées de portes brillantes
- Accoudoirs de contre-porte en cuir
- Sellerie mi-cuir/tissu
- Pack Park Assist
- Vitres latérales feuilletées et acoustiques
- Aérateurs bizone en rang 3
- Eclairage d'ambiance
- Miroir de surveillance enfants
- Citroën Connect Box (yc Pack SOS et assistance)
- Appuie-tête relax enveloppants aux 5 places
- Siège passager relax avec confort étendu
- Hayon motorisé avec jonc chromé
- Rideaux pare-soleil en rang 2
- Liseuse au dos des sièges avant
- Sièges avant massants (conducteur et passager)
- Sièges avant réglables électriquement (conducteur et passager)
- Rétroviseurs rabattables indexés à la marche AR
- Aide au stationnement AV/AR + caméra AR + mesure
- Système de surveillance d'angle-mort
- Accès et démarrage mains libres
- Siège passager avec mise en tablette
- Rétroviseur intérieur électrochrome

Feel Edition

### Série spéciale
C4 & Grand C4 Picasso Rip Curl, basée sur le C4 Live avec les équipements suivants :
- Jantes alliage 17 pouces diamantées Zéphyr
- Vitres arrière surteintées
- Poignées de portes et coques de rétroviseurs peintes en noir onyx
- Stickers Rip Curl sur les portières avant
- Système de navigation Citroën Connect Nav
- Connect Box avec pack SOS
- Écran panoramique 30 cm HD
- Sellerie tissu stripe grey siglée Rip Curl
- Surtapis siglés Rip Curl.

## Récompenses
Le Citroën C4 Picasso II a remporté de nombreuses récompenses internationales, notamment le Volant d'or européen, soit la meilleure voiture dans la catégorie des monospaces, en totalisant à lui-seul 69 % des votes[réf. souhaitée].

## Finitions
- Live
- Feel
- Shine

### Séries spéciales
- Citroën C4 SpaceTourer Rip Curl (Live +)[23] :
  - affichage tête haute couleur ;
  - baguettes latérales Noir Onyx ;
  - coques de rétroviseurs Noir Onyx ;
  - Connect Nav écran tactile 7 pouces ;
  - jantes 17 pouces Curve grises.

- C-Series[24]
  - caméra de recul ;
  - Connect Nav écran tactile 7 pouces ;
  - jantes 17 pouces diamantées.

### Série limitée
En 2019, Citroën célèbre son centenaire avec une série limitée portant un sticker "Origins since 1919" et nommée "Origins Edition Collector".